# Корнеліс ван дер Лейн
Корнеліс ван дер Лейн (нід. Cornelis van der Lijnh; 1608 — 27 липня 1679) — десятий генерал-губернатор Голландської Ост-Індії.

## Біографія
Корнеліс ван дер Лейн народився в місті Алкмар. В 1627 році він відправився в Батавію на кораблі "Wapen van Hoorn". З 1632 по 1636 рік працював на Голландську Ост-Індійську компанію (VOC) на посаді головного бухгалтера. В 1639 році він став назвичайним радником про Раді Індій, через рік став президентом Schepenrechtbank- морського суду, що виконував і позасудові функції. В 1641 році він став генеральним директором з торгівлі.
12 квітня 1645 року генерал-губернатор Антоні ван Дімен скликав Раду Індій, на якій оголосив Корнеліса ван дер Лейна своїм наступником. Через кілька днів, 19 квітня, ван Дімен помер. Однак рішення. прийняте генерал-губернатором не відповідало правилам, встановленим VOC ще в 1617 році: згідно ним, рашення про призначення нового губернатора приймала колективним рішенням рада директорів, так звані "Сімнадцять панів" (нід. Heren XVII). Лише 10 жовтня 1646 року ван дер Лейна було офіційно призначено на посаду.
На своїй посаді Корнеліс ван дер Лейн проводив досить пасивну політику, продовжуючи проекти попередника. Він заключив мир з Матарамським Бантамським і Солорським султанатами. 24 вересня 1646 року був підписаний торговий договір з матарамським принцем- перший подібний договір Компанії і яванської держави. Корнеліс докладав зусиль для збереження монополії VOC на Молукках. Була захоплена фортеця Капаха на острові Тіту в архіпелазі Спратлі.
7 жовтня 1650 року ван дер Лейн подав у відставку за власним бажанням. Його наступником став Карел Рейнірш. В 1651 році ван дер Лейн повернувся в Нідерланди на кораблі "Prinses Royaal"
24 грудня 1668 року Корнеліс ван дер Лейн був обраний бургомістром свого рідного міста Алкмар. Він помер 27 липня 1679 року.